# Kisida Kyoudan & The Akebosi Rockets

Logotipo

Kishida Kyoudan & The Akeboshi Rockets (岸田教団&THE明星ロケッツ, Kishida Kyōdan & the Akeboshi Rockets) Es una banda de rock japonesa actualmente firmada a Warner Bros. 
Inició en 2004 como una banda de solo hombres que hacían covers de canciones de diferentes series, en 2007 se unieron más miembros, y en 2010 la banda hizo su debut más importante con el sencillo "Highschool of the Dead", utilizado como el tema de apertura del anime Highschool of the Dead.

## Visión general
La banda empezó en 2004 como una banda de jóvenes que constaba con la cantante Kishida Kyoudan, quiénes hacían covers de canciones de diferentes series, como Touhou Project y videojuegos de Key. En 2005 lanzaron un CD que presentaba covers y canciones originales de Juegos de Type-Moon y Touhou Project en la Comiket de invierno. En 2007 se unió la Vocalista Ichigo.
La banda hizo su debut importante en 2010 con la Salida del sencillo "Highschool of the Dead" bajo Geneon Universal (ahora NBCUniversal Entertainment Japan); la canción Fue utilizada como el tema de apertura del anime del 2010  Highschool of the Dead. La banda saco su segundo sencillo "Strike the Blood" el 30 de octubre de 2013 bajo Warner Bros. Home Entertainment;la canción Fue utilizada como el tema de apertura del anime del 2013 Strike the Blood. Liberaron su tercer sencillo "Gate (Sore wa Akatsuki no You ni)" (GATE〜それは暁のように〜?) El 29 de julio de 2015; la canción Fue utilizada como el tema de apertura del anime del mismo año GATE.
 Sacaron su cuarto sencillo "Gate II (Sekai o Koete)" (GATE II 〜世界を超えて〜?) El 27 de enero del 2016; la canción Fue utilizada como el tema de apertura a la segunda temporada del anime Gate.
La música de los videos de apertura de la trilogía de videojuegos / novela visual (ciencia ficción / novela de suspense (thriller) de carácter económico): WORLD END ECONOMiCA (en Steam, partes:: 1ª, 2ª, 3ª)

## Discografía

### Sencillos
| Fecha de Salida | Título                | Número catálogo                   | Número catálogo | Número catálogo | Posición cumbre |
| Fecha de Salida | Título                | Edición limitada                  | Edición regular | Anime Edición   | Posición cumbre |
| --------------- | --------------------- | --------------------------------- | --------------- | --------------- | --------------- |
| 1.º             | 18 de agosto de 2010  | Highschool of the Dead            | GNCA-0143       |                 | 10              |
| 2.º             | 30 de octubre de 2013 | Strike the Blood                  | 1000427828      | 1000427829      | 16              |
| 3.º             | 29 de julio de 2015   | Gate (Sore wa Akatsuki no You ni) | 1000573377      | 1000573379      | 17              |
| 4.º             | 27 de enero de 2016   | Gate II (Sekai o Koete)           | 1000590451      | 1000590453      | [ 6 ]           |
| 5.º             | 20 de julio de 2016   | Tenkyou no Alderamin              | 1000611364      | 1000611363      | 28              |

### Álbumes
| Fecha de Salida | Título                  | Número catálogo  | Número catálogo | Posición de gráfico de la cumbre |
| Fecha de Salida | Título                  | Edición limitada | Edición regular | Posición de gráfico de la cumbre |
| --------------- | ----------------------- | ---------------- | --------------- | -------------------------------- |
| 1.º             | 22 de junio de 2011     | Popsense         | GNCA-1303       | 21                               |
| 2.º             | 24 de diciembre de 2014 | hack/SLASH       | 1000536964      | 36                               |